# Soldanat Mameluc
El Soldanat Mameluc (àrab: سلطنة المماليك, Salṭana al-Mamālīk) fou un estat monàrquic islàmic de cultura àrab establert al territori que actualment és Egipte, Líbia, la regió del Llevant i les regions costaneres de la meitat nord de la Mar Roja. Hereu de la dinastia aiúbida, extinta a mitjan segle xiii, pervisqué fins a la conquesta otomana d'Egipte el 1517, que dividí el territori en diversos eyalats.
La casta que governà el soldanat estava composta de mamelucs, soldats arabitzats majoritàriament kiptxaks i circassians d'origen eslau. Mentre van ser adquirits, el seu estatus estava just pel damunt dels esclaus ordinaris, als quals no se'ls permetia de dur armes o fer certes tasques. Només cap al final van ser considerats «senyors veritables», amb un estatus social per damunt dels musulmans egipcis lliures de naixement, quan regnaren després de l'extinció de la dinastia aiúbida.

## Història

### Ascens al poder
Els regiments mamelucs constituïen el nucli dur dels militars egipcis sota la dinastia aiúbida. Cada soldà i emir d'alt rang tenia el seu cos privat, i el soldà as-Sàlih Ayyub (r. 1240-1249) tenia especial confiança en aquest mitjà per tal de mantenir el poder. Els seus mamelucs, en un nombre d'entre 800 i 1.000 genets, eren anomenats bahrites, per la paraula baḥr (بحر), que significa ‘mar’ o ‘riu gran’, perquè les seves casernes estaven situades a l'illa de Rawda, al Nil. Provenien principalment dels kiptxaks, que controlaven les estepes al nord del Mar Negre.
El 1249, Lluís IX de França liderà una croada per tal de capturar Egipte, durant la qual va conquerir Damiata i llavors va continuar lentament cap al sud. Mentre avançaven, As-Sàlih Ayyub moria i era succeït pel seu fill Turan-Xah ibn as-Sàlih Ayyub, però abans que Turan-Xah pogués arribar al front, els mamelucs bahrites derrotaren els croats a la batalla d'Al Mansurah i capturaren Lluís, amb la qual acabaren eficaçment amb la croada. Turan-Xah procedí a col·locar el seu propi entorn i especialment els seus propis mamelucs, anomenats muaddhamís, en posicions d'autoritat en detriment dels interessos dels bahrites. Quatre setmanes després de la captura de Lluís, el 2 de maig de 1250, un grup de bahrites assassinava Turan-Xah.

### Guerres amb mongols i croats
Després de la mort de Turan-Xah, s'esdevingué un període de deu anys d'inestabilitat política a Egipte i Síria, mentre les diverses faccions competien pel poder. El 1254, quan una facció rival, sota el lideratge de Qútuz, va esdevenir més poderosa, la majoria dels bahrites fugiren del Caire i entraren al servei dels emirs aiúbides a Síria. Mentrestant, els mongols sota el comandament de Hülegü envaïren l'Orient Mitjà amb força. Saquejaren Bagdad el 1258 i continuaren cap a l'oest, capturant Alep, i Damasc. Qútuz i els bahrites acceptaren apartar les seves diferències per fer front a l'amenaça comuna. Es van trobar amb un contingent de mongols a la batalla d'Ayn Jalut i els derrotaren. Amb l'amenaça mongola temporalment aparcada, es revifaren les rivalitats entre els mamelucs, i Bàybars I, un cap dels bahrites, assassinà Qútuz i reclamà el soldanat.

### Canvi de règim
El 1377 va esclatar una rebel·lió a Síria que es va estendre a Egipte, i els circassians Baraka i Barquq van prendre el poder. El 1382 l'últim sultà bahrita as-Sàlih Hajjí fou destronat, amb la qual cosa s'acabava la dinastia bahrita, i Barquq va ser proclamat soldà. Barquq va ser expulsat el 1389, però va tornar a prendre el Caire el 1390. Permanentment al poder, va fundar el que s'ha vingut a anomenar la dinastia burjita.

### Els otomans i la fi del soldanat mameluc
Mentre el soldà otomà Baiazet II estava ocupat a Europa, va esclatar una nova tanda de conflictes entre Egipte i l'Imperi Safàvida a Pèrsia el 1501. El xa Ismaïl I de Pèrsia va enviar una ambaixada a la República de Venècia via Síria on els convidava a unir les seves armes i recobrar el territori que els otomans els havien pres. El soldà mameluc egipci al-Ghawrí fou acusat per Selim I d'estar proporcionant als enviats de l'Imperi safàvida Ismaïl I de Pèrsia un pas segur a través de Síria en el seu camí a Venècia i de donar-los refugi. Per apaivagar-lo, al-Ghawrí posà en confinament els marxants venecians, llavors a Síria i Egipte, però al cap d'un any els va alliberar.
Després de victòria a la batalla de Çaldiran el 1514, Selim atacà Dhu l-Kadr, un vassall egipci, i envià el seu cap al sultà mameluc Qànsawh al-Ghawrí. El 24 d'agost de 1515, a la batalla de Mardj Dabik, Qànsawh al-Ghawrí fou mort. Síria passà a ser una possessió turca, la qual cosa va ser molt benvinguda en molts llocs, atès que es percebia com un alliberament del poder dels mamelucs. Segur ara contra el xa Ismail, Selim arreplegà l'any 1516 un gran exèrcit per tal de conquerir Egipte, però per enganyar-lo feia veure que el seu exèrcit promovia la guerra contra el xa Ismail I. La guerra començà el 1515 i conduiria a la posterior incorporació d'Egipte i les seves dependències dins de l'Imperi Otomà, amb una cavalleria mameluca que no va ser rival contra l'artilleria otomana i els geníssers.
El soldanat mameluc va sobreviure fins al 1517, quan era conquerit per l'Imperi Otomà. El soldà otomà Selim capturà el Caire el 20 de gener, després de la batalla de Ridaniya i el centre de poder va ser transferit, llavors, a Constantinoble. Encara que no en la mateixa forma com sota el soldanat, l'Imperi Otomà retingué els mamelucs com a classe dirigent egípcia i els mamelucs i la família burjita reeixiren a recobrar molta de la seva influència, però van romandre vassalls dels otomans.

### Independència mameluca dels otomans

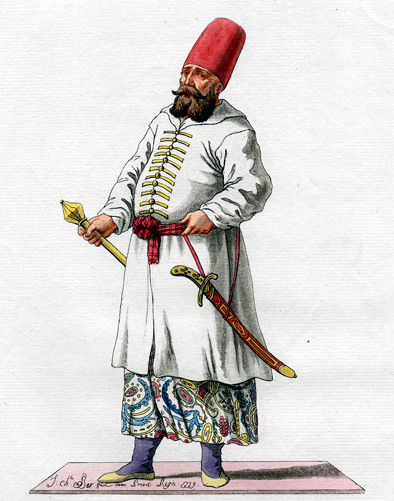
Dibuix d'un mameluc,1779.

El 1768, el sultà Alí Bey al-Kabir declarà la seva independència dels otomans. Tanmateix, els otomans esclafaren el moviment i mantingueren la seva posició fins que no fou derrotat. En aquell moment es van enrolar nous esclaus reclutes procedents de Geòrgia en el Caucas.
Napoleó Bonaparte derrotà les tropes mameluques a la batalla de les Piràmides quan atacava Egipte el 1798 i els conduí a l'Alt Egipte. Els mamelucs encara utilitzaven la seva tàctica de càrrega de cavalleria, canviada només per l'addició de mosquets. Després de la sortida de tropes franceses el 1801, els mamelucs continuaren la seva lluita per independència, aquesta vegada contra l'Imperi Otomà i la Gran Bretanya. El 1803, els líders mamelucs Ibrahim Bey i Usman Beg van escriure una carta al cònsol general rus i li demanaren que actués com a mediador amb el Soldà per permetre'ls negociar un nou alto el foc, que Khousreff rebutjà.
El 1805, la població del Caire es rebel·là. Això era una oportunitat excel·lent perquè els mamelucs agafessin el poder, però la tensió interna i traïció els impediren d'explotar aquesta oportunitat. En 1806, els mamelucs derrotaren les forces turques unes quantes vegades, i el juny els partits rivals conclogueren un tractat de pau segons els quals Muhàmmad Alí Paixà, que havia estat nomenat com a governador d'Egipte el 26 de març de 1806, havia de ser destituït i l'autoritat estatal a Egipte retornada als mamelucs. Tanmateix, foren altre cop incapaços d'aprofitar-se de l'oportunitat a causa de conflictes entre els clans; Muhàmmad Ali es quedà en el càrrec.

### Final de poder mameluc a Egipte
Muhàmmad Alí Paixà sabia que finalment hauria de tractar amb els mamelucs si mai volia controlar Egipte. Eren encara els propietaris feudals d'Egipte i la seva terra era encara la font de riquesa i poder. La pressió constant per sostenir el poder militar necessari per defensar el sistema mameluc dels europeus i els mongols els debilitaria fins al punt de l'esfondrament.
L'1 de març de 1811, Muhàmmad Alí convidà tots els caps mamelucs al seu palau per celebrar la declaració de guerra contra els wahhabites a Aràbia. Entre 600 i 700 mamelucs desfilaren al Caire. Prop de les portes Al-Azab, en una carretera estreta avall del Turó Mukatam, les forces de Muhàmmad Alí pararen una emboscada i els mataren gairebé a tots, en el qual s'ha vingut a conèixer com a Massacre de la Ciutadella. Segons informes d'aquell període, només un mameluc, el nom del qual es dona diversament com a Amin (també Amyn), o Heixjukur, sobrevisqué quan forçà el seu cavall a saltar els murs de la ciutadella, matant-lo en la seva caiguda.
Durant la següent setmana, centenars de mamelucs foren morts per tot Egipte; sols a la ciutadella del Caire en van morir més de 1.000. Per tot Egipte, foren morts aproximadament uns 3.000 mamelucs i els seus parents.
Malgrat aquests intents per part de Muhammad Ali de derrotar els mamelucs a Egipte, una part d'ells s'escaparen i fugiren cap al sud al que és ara el Sudan. El 1811, aquests mamelucs establiren un estat a Dongola en el Sennar com a base pel seu comerç esclau. El 1820, el soldà de Sennar informà Muhammad Ali que era incapaç de complir la seva demanda d'expulsar els mamelucs. Com a resposta, el paixà envià 4.000 soldats per tal d'envair el Sudan, treure'n els mamelucs i reclamar-lo per a Egipte. Les forces del paixà reberen la submissió del kaixif, dispersaren els mamelucs de Dongola, conqueriren Kordufan, i acceptaren la rendició de Sennar per part de l'últim soldà de Funj, Badi VII.

## Cases dels mamelucs
Els mamelucs s'organitzaven en cases sota el lideratge d'un ustad. Tenien intensa lleialtat al seu ustad i als seus camarades del regiment. La lleialtat d'un mameluc als seus camarades s'anomenava khuixdaixiya ( خشداشية)
Els fills de mamelucs no ingressaven a les files dels mamelucs, i tendien a harmonitzar amb la societat més àmplia. Les files dels mamelucs sempre es nodrien important esclaus frescos estrangers.

## Art i arquitectura

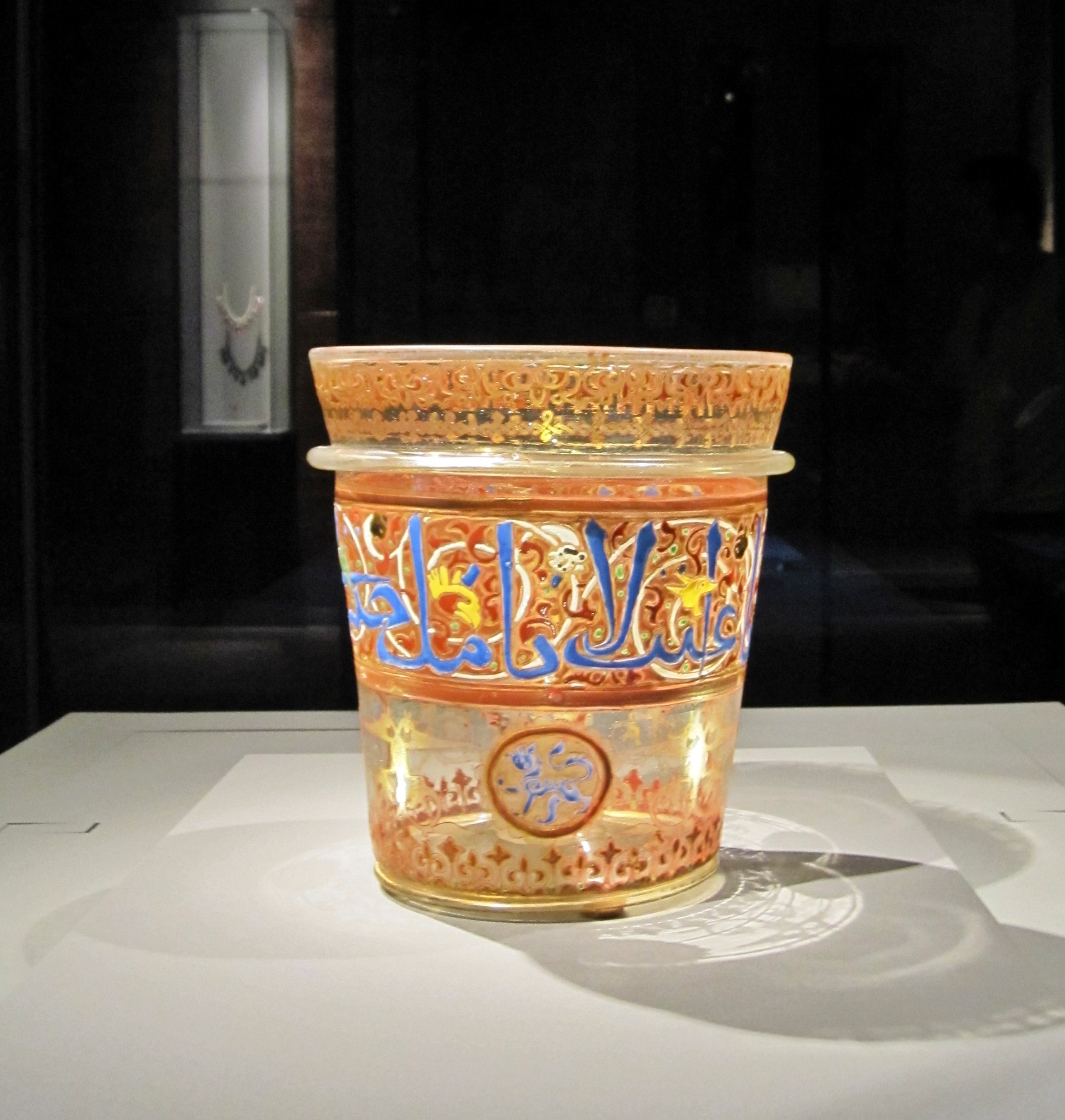
Un cub de vidre mameluc, daurat i esmaltat, de la meitat del

Com a part del seu paper escollit de defensors de l'ortodòxia islàmica, els mamelucs patrocinaren nombrosos edificis religiosos, incloent-hi mesquites, madrasses i khanques. Encara que alguna construcció tenia lloc a les províncies, la immensa majoria d'aquests projectes tenia lloc a la capital. Molts edificis mamelucs han sobreviscut fins avui, especialment al districte del Caire Vell. Com a representants de la ideologia islàmica, era també la responsabilitat de la dinastia mameluca de difondre la paraula sagrada de l'islam a les seves àrees circumdants. Una manera de fer això era nomenant pàgines de l'Alcorà i compartint-les amb la població local. Aquest full contenia parts de la sura Al-Ala ('L'Altíssim') i era per a l'ús en una mesquita local al Caire. Les dates de full ens fan retrocedir el 1300, durant el soldanat mameluc, i la seva antiguitat queda clarament reflectida en les llàgrimes que apareixen en la part superior del full. La sura Al-Ala parla de les meravelles que Déu ha creat i les recompenses pels que creuen el missatge de l'islam, així com el càstig per als que rebutgen l'islam. És probable que l'inspirador del full fos Abu-Bakr, que estava centrat en el centre artístic de l'islam a l'època, el Caire, Egipte. Els versos de l'Alcorà s'escrivien amb tinta negra i en l'estil de l'escriptura naskhi, que era el més fàcil perquè l'home comú el pogués llegir, i s'oposava a altres escriptures que exigien que els individus estiguessin familiaritzats amb estils cal·ligràfics.

## Llista de soldans mamelucs
Llista dels soldans mamelucs des de l'ascens al poder de la soldana Xàjar-ad-Durr i, tot seguit, del general Àybak, en 1250, suplantant els aiúbides, fins a la conquesta otomana el 1517.
Soldans mamelucs bahrites
- Xàjar-ad-Durr, (1250)
- Al-Màlik al-Muïzz Izz-ad-Din Àybak, (1250-1257)
- Al-Màlik al-Mansur Nur-ad-Din Alí ibn Àybak, (1257-1259)
- Al-Màlik al-Mudhàffar Sayf-ad-Din Qútuz al-Muïzzí, (1259-1260)
- Al-Màlik adh-Dhàhir Rukn-ad-Din Bàybars al-Bunduqdarí as-Salihí, (1260-1277)
- Al-Màlik as-Saïd Nàssir-ad-Din Abu-l-Maali Muhàmmad Bàraka Khan ibn Bàybars, (1277-1279)
- Al-Màlik al-Àdil Badr-ad-Din Salàmix ibn adh-Dhàhir Bàybars, (1279)
- Al-Màlik al-Mansur Sayf-ad-Din Qalàwun al-Alfí as-Salihí an-Najmí al-Alaí, (1279-1290)
- Al-Màlik al-Àixraf Salah-ad-Din Khalil ibn Qalàwun, (1290-1293)
- An-Nàssir Muhàmmad ibn Qalàwun, (1293-1294)
- Al-Màlik al-Àdil Zayn-ad-Din Kitbughà al-Mansurí, (1294-1296)
- Al-Màlik al-Mansur Hussam-ad-Din Lajin, (1296-1299)
- Al-Màlik an-Nàssir Muhàmmad ibn Qalàwun, (1299-1309 2n cop)
- Al-Màlik al-Mudhàffar Rukn-ad-Din Bàybars al-Jaixnkir, (1309-1310)
- Al-Màlik an-Nàssir Muhàmmad ibn Qalàwun, (1310-1341 (3a vegada)
- Al-Màlik al-Mansur Sayf-ad-Din Abu-Bakr ibn an-Nàssir Muhàmmad ibn Qalàwun, (1341)
- Al-Màlik al-Àixraf Alà-ad-Din Kújuk ibn an-Nàssir Muhàmmad, (1341-1342)
- Al-Màlik an-Nàssir Xihab-ad-Din Àhmad ibn an-Nàssir Muhàmmad, (1342)
- Al-Màlik as-Sàlih Imad-ad-Dawla Ismaïl ibn an-Nàssir Muhàmmad, (1342-1345)
- Al-Màlik al-Kàmil Sayf-ad-Din Xaban ibn an-Nàssir Muhàmmad, (1345-1346)
- Al-Màlik al-Mudhàffar Zayn-ad-Din Hajjí ibn an-Nàssir Muhàmmad, (1346-1347)
- Al-Màlik an-Nàssir Badr-ad-Din Abu-l-Maali Hàssan ibn an-Nàssir Muhàmmad, (1347-1351)
- Al-Màlik as-Sàlih Salah-ad-Din Sàlih ibn an-Nàssir Muhàmmad, (1351-1354)
- Al-Màlik an-Nàssir Badr-ad-Din Abu-l-Maali Hàssan ibn an-Nàssir Muhàmmad, (1354-1361, 2a vegada)
- Al-Màlik al-Mansur Salah-ad-Din Muhàmmad ibn Hajji ibn Qalàwun, (1361-1363)
- Al-Màlik al-Àixraf Zayn-ad-Din Xaban ibn Hàssan ibn Muhàmmad ibn Qalàwun, (1363-1377)
- Al-Màlik al-Mansur Alà-ad-Din Alí ibn Xaban, (1377-1381)
- Al-Màlik as-Sàlih Zayn-ad-Din Hajjí, (1381-1382)

Soldans mamelucs burjites
- Al-Màlik adh-Dhàhir Sayf-ad-Din Barquq ibn Ànas al-Yibughawí, 1382-1389
- Al-Màlik as-Sàlih Zayn-ad-Din Hajjí, 1389-1390 (2a vegada)
- Al-Màlik adh-Dhàhir Sayf-ad-Din Barquq ibn Ànas al-Yibughawí, 1390-1399 (2a vegada)
- Al-Màlik an-Nàssir Zayn ad-Din Abu-s-Saadat Fàraj ibn Barquq, 1399-1405
- Al-Màlik al-Mansur Abd-al-Aziz ibn Barquq, 1405
- Al-Màlik an-Nàssir Zayn ad-Din Abu-s-Saadat Fàraj ibn Barquq, 1405-1412
- Al-Mustaín, 1412 (abbàssida)
- Al-Màlik al-Muàyyad Abu-n-Nasr Xaykh al-Mahmudí adh-Dhahirí, 1412-1421
- Al-Màlik al-Mudhàffar Àhmad ibn al-Muàyyad Xaykh, 1421
- Al-Màlik adh-Dhàhir Sayf-ad-Din Tàtar, 1421
- Al-Màlik as-Sàlih Nàssir-ad-Din Muhàmmad ibn Tàtar, 1421-1422
- Al-Màlik al-Àixraf Abu-n-Nasr Sayf-ad-Din Barsbay, 1422-1438
- Al-Màlik al-Aziz Jamal-ad-Din Yússuf ibn Barsbay, 1438
- Al-Màlik adh-Dhàhir Sayf-ad-Din Jàqmaq, 1438-1453
- Al-Màlik al-Mansur Fakhr-ad-Din Uthman Jàqmaq, 1453
- Al-Màlik al-Àixraf Sayf-ad-Din Abu-n-Nasr Ínal al-Ajrud al-Alaí adh-Dhahirí an-Nassirí, 1453-1460
- Al-Màlik al-Muàyyad Xihab-ad-Din Àhmad ibn Ínal, 1460-1461
- Al-Màlik adh-Dhàhir Sayf-ad-Din Khúixqadam an-Nassirí al-Muayyadí, 1461-1467
- Al-Màlik adh-Dhàhir Sayf-ad-Din Yalbay al-Inalí al-Muayyadí, 1467-1468
- Al-Màlik adh-Dhàhir Timurbughà ar-Rumí, 1468
- Al-Màlik al-Àixraf Abu-n-Nasr Sayf-ad-Din Qàït-bay al-Mahmudí adh-Dhahirí, 1468-1496
- Al-Màlik an-Nàssir Muhàmmad ibn Qàït-bay, 1496-1498
- Al-Màlik adh-Dhàhir Qànsawh, 1498-1499
- Al-Màlik al-Àixraf Janbalat, 1499-1501
- Al-Màlik al-Àdil Sayf-ad-Din Tuman-bay, 1501
- Al-Màlik al-Àixraf Qànsawh al-Ghawrí, 1501-1516
- Al-Màlik al- Àixraf Tuman-bay, 1516-1517